# Pino Valenti
Pour les articles homonymes, voir Valenti (homonymie).
Pino Valenti, né à Melilli le 9 avril 1930 et mort à Cefalù le 28 octobre 2018, est un scénariste, réalisateur et peintre italien.

## Biographie
Pino Valenti a quitté la Sicile très jeune pour terminer ses études d'architecture à l'Université de Rome et fréquente l'environnement artistique de l'atelier de Renato Guttuso à Villa Massimo. Il rencontre Alessandro Blasetti qui l'introduit dans les studios de Cinecittà. 
En 1958, il commence à collaborer avec la RAI à Naples et l'année suivante, il signe les costumes de la première soirée diffusée par Rai du Septième Festival napolitain de la chanson, sous la direction de Mario Landi. Il est l'un des pionniers des premières productions Rai réalisées dans le garage historique de Pizzofalcone. Dans les années 1960, il remporte le concours en tant que scénographe pour le centre de production de la RAI-TV à Naples, où il signe les décors de nombreux drames et comédies. À partir de 1970, il dirige la section « scénographie et costumes » du Centre de production télévisuelle de la RAI à Naples et donne des cours de scénographie à l'Académie des beaux-arts.
Dans les années 1970 et 1980, il fait ses débuts sur la scène littéraire et culturelle avec des opéras, des pièces de théâtre et des chansons. Entre les années 1980 et 1990, il intensifie son activité picturale. Ses tableaux font partie de collections privées en Italie et à l'étranger. 
Dans la dernière période, l'artiste se consacre à la production de peintures de sujets sacrés. 
En tant que scénographe à la Rai il a signé les scènes de plus d'une centaine d'œuvres. En tant que réalisateur, il a réalisé plus d'une vingtaine d'œuvres entre films et spectacles.